# 1969年尼泊尔航空道格拉斯DC-3班机空难
1969年7月12日，一架皇家尼泊尔航空班机道格拉斯 DC-3在从加德满都特里布万国际机场飞往西馬拉機場途中失事坠毁，机上4名机组成员及31名乘客全部身亡，飞机残骸最终在尼泊尔黑道达地区被发现。尼泊尔政府在确定残骸坐标后立刻发起了调查行动。

## 飞机型号
飞机型号为道格拉斯 DC-3，注册编号9N-AAP，首飞于1946年，原属爱尔兰航空公司，后于1964年转卖给了尼泊尔皇家航空公司。

## 事故
失事航班是一个往返于加德满都和西马拉之间的定期旅客航班，巡航高度为7300英尺（2200米），航班路经黑道达多山地段。在黑道达上空航行时，由于当时能见度极低，机长未能及时调整飞机高度，导致飞机撞山，后起火坠毁；机上4名机组成员及31名乘客全部身亡。此次也是尼泊尔皇家航空公司（尼泊尔唯一的航空公司）第三起航班事故，也是这三次中最严重的航班事故。